# 발레사카르다
발레사카르다(이탈리아어: Vallesaccarda)는 이탈리아 캄파니아주 아벨리노도의 코무네다.